# Magnetokalorický jev
Jako magnetokalorický jev se označuje pohlcení či výdej tepla tělesem při změně vnějšího magnetického pole. Výdej či pohlcení tepla může (podle okolností) probíhat např. jako adiabatická změna teploty (při tepelné izolaci tělesa) nebo izotermická změna entropie (při diatermickém kontaktu tělesa s ohřívačem/chladičem konstantní teploty).

Materiál vykazující magnetokalorický efekt je vložen mezi dva magnety, přičemž dojde k přeuspořádání magnetických momentů uvnitř dané látky, čímž dojde k uvolnění (pohlcení) vnějšího tepla (energie).

## Objev a historie
Tento jev byl objeven německým fyzikem Emilem Warburgem v roce 1881. Základní vlastnosti byly poté experimentálně potvrzeny Petrem Debyem (1926) a Williamem Giauquem (1927). První pracující magnetický chladicí systém byl poté sestrojen počátkem roku 1933. Magnetické chlazení byla první metoda umožňující chladit pod teplotu 0,3 K (tato teplota byla přibližně dosažitelná chlazením odparem 3He).

## Předpokládané využití
- Magnetokalorické chlazení
- Magnetokalorický ohřev
- Léčba rakoviny
- Doplněk slunečních elektráren

### Magnetokalorické chlazení
Magnetokalorické chlazení je komerčně nejzajímavějším využitím tohoto jevu. Jednak umožňuje energeticky výhodně chladit do teploty řádově stovek až desítek milikelvinů (mK). Také je mnohem šetrnější k životnímu prostředí, protože by umožnil nahrazení chladicích směsí chlorofluorouhlovodíků (HCFCS), jež sice neničí do takové míry ozonovou vrstvu jako kdysi používané freony, ale podílí se na globálním oteplování větší měrou, než všeobecně proklamovaný oxid uhličitý (CO2).

### Magnetokalorický ohřev
Teoreticky možný, ale z komerčního hlediska nezajímavý.

### Léčba rakoviny
Nádory jsou všeobecně velmi citlivé na chemické látky (chemoterapeutika), záření (ozařování) a změny teplot. Pracovní materiál by se dopravil na postižené místo a při následném vložení do magnetického pole by došlo k prudké změně teploty materiálu a tím zničení choroby (rakovina).

### Doplněk slunečních elektráren
Mohlo by se používat k zachycení zbytkového množství nevyužitého tepla a tím zvýšit efektivitu solárního panelu řádově o několik procent. Prakticky by to zvýšilo cenu daného zařízení a předpokládá se, že nebude široce využíváno

## Chladicí cyklus

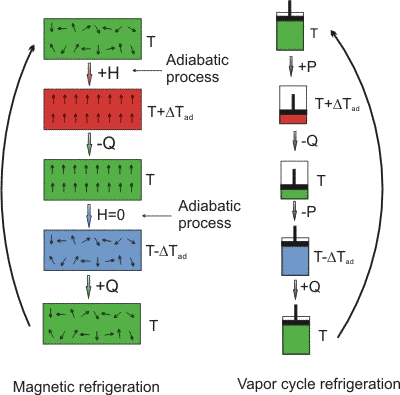
Schéma magnetokalorického chladicího cyklu a analogického cyklu klasického chlazení odparem média ve výparníku. Použité proměnné: H = vnější magnetické pole; Q = teplo; P = tlak; ΔT_{ad} = adiabatická změna teploty

Tento cyklus je velmi podobný Carnotovu cyklu. Začínáme ve stavu, kdy je zvolená pracovní látka v tepelné rovnováze s okolím.
- Adiabatická magnetizace: Tepelně (adiabaticky) izolovaná pracovní látka je zavedena do magnetického pole nebo dojde ke zvýšení magnetického pole. Magnetické momenty se uvnitř materiálu uspořádají, čímž se sníží jeho vnitřní entropie a tepelná kapacita, což se projeví zvýšením teploty.

- Izomagnetické ochlazení: Těleso je při konstantním magnetickém poli, zabraňujícím zneuspořádání magnetických momentů uvnitř pracovní látky, uvedeno do tepelného kontaktu s chladičem, zpravidla kapalným nebo plynným (nejčastěji zkapalnělým heliem). Zvýšená teplota způsobí předávání tepla chladiči (z pohledu tělesa jde o odebírání, proto se značí -Q), dokud se teploty nevyrovnají.

- Adiabatická demagnetizace: Dochází k rozuspořádání magnetických momentů v důsledku snižujícího nebo zanikajícího vnějšího magnetického pole, čímž se zvýší entropie a tepelná kapacita. To se projeví snížením teploty tělesa, které je v tomto kroku cyklu tepelně izolováno.

- Izomagnetický ohřev: Materiál se opět dostává do tepelného kontaktu s chladivem. Protože pracovní materiál je chladnější než chladivo, dochází k příjmu tepla z chladiva do pracovního materiálu (+Q).

Když dojde k teplotní rovnováze mezi pracovním materiálem a chladivem, začíná chladicí cyklus nanovo.

## Magnetokalorické materiály
| H  |    |    |    |    |    |    |    |    |    |    |    |     |    |     |    |     | He  |  |
| Li | Be |    |    |    |    |    |    |    |    |    |    | B   | C  | N   | O  | F   | Ne  |  |
| Na | Mg |    |    |    |    |    |    |    |    |    |    | Al  | Si | P   | S  | Cl  | Ar  |  |
| K  | Ca | Sc | Ti | V  | Cr | Mn | Fe | Co | Ni | Cu | Zn | Ga  | Ge | As  | Se | Br  | Kr  |  |
| Rb | Sr | Y  | Zr | Nb | Mo | Tc | Ru | Rh | Pd | Ag | Cd | In  | Sn | Sb  | Te | I   | Xe  |  |
| Cs | Ba | *  | Hf | Ta | W  | Re | Os | Ir | Pt | Au | Hg | Tl  | Pb | Bi  | Po | At  | Rn  |  |
| Fr | Ra | ** | Rf | Db | Sg | Bh | Hs | Mt | Ds | Rg | Cn | Uut | Fl | Uup | Lv | Uus | Uuo |  |
| -- | -- | -- | -- | -- | -- | -- | -- | -- | -- | -- | -- | --- | -- | --- | -- | --- | --- |  |
|    |    |    |    |    |    |    |    |    |    |    |    |     |    |     |    |     |     |  |
|    |    | *  | La | Ce | Pr | Nd | Pm | Sm | Eu | Gd | Tb | Dy  | Ho | Er  | Tm | Yb  | Lu  |  |
|    |    | ** | Ac | Th | Pa | U  | Np | Pu | Am | Cm | Bk | Cf  | Es | Fm  | Md | No  | Lr  |  |

| Magnetické prvky |
| Prvky GMCE       |

Magnetokalorický jev je přirozenou vlastností magnetik. Tato tepelná odezva na změny vnějšího magnetického pole je nejvýraznější u látek se spontánní magnetizací při teplotách blízkých jejich Curieově teplotě.
Velikost izotermické změny entropie či adiabatické změny teploty se změnou magnetického pole jsou silně závislé na charakteru magnetika, tedy na způsobu uspořádání částic. Efekt je zanedbatelný u diamagnetik, paramagnetik a antiferomagnetik, velikost je většinou malá i ve ferrimagnetických látkách a spinových sklech. Největší efekt vykazují feromagnetické látky.
Na uspořádání částic a tedy i na magnetokalorický jev mohou mít vliv také tlak (magnetostrikce) nebo elektrické síly mezi částicemi v krystalické struktuře.
V současnosti jsou k magnetickému chlazení v pokojových teplotách nejlépe použitelné slitiny gadolinia, vykazující teplotní změnu 3 až 4 K na tesla (K/T). Výhodné jsou i proto, že mají zanedbatelnou magnetickou a teplotní hysterezi.
Na počátku 21. století byl objeven tzv. obří či gigantický magnetokalorický jev u slitin Gd5(SixGe1−x)4, La(FexSi1−x)13Hx a MnFeP1−xAsx, jako velmi slibné se ukazují i látky, ve kterých je gadolinium částečně nahrazeno podobnými prvky (Dy, Tb). Tyto materiály jsou označovány anglickou zkratkou GMCE (giant magnetocaloric effect).

### Sloučeniny Gadolinia (Gd)
Zde je umístěna tabulka obsahují přehled vlastností jednotlivých sloučenin gadolinia. TC je Curiova teplota, Tmax je teplota, kde se vyskytuje maximum magnetokalorického jevu, Δ T je změna teploty, Δ H MCE je změna vnějšího pole při měření magnetokalorického jevu, – Δ Sm je záporná změna entropie magnetických momentů a Δ H S je změna pole při měření entropie.
| Sloučenina   | T C (K) | Tmax (K) | Δ T (K) | Δ HMCE (T) | – Δ Sm (J/kg.K) | Δ H S (T) | zdroj       |
| ------------ | ------- | -------- | ------- | ---------- | --------------- | --------- | ----------- |
| GdAl2        | 167     | 167      | 5,2     | 7,5        | 7,6             | 5         | [ 4 ]       |
| Gd3Al2       | 281     | 260      | 7       | 5          | 7,2             | 10        | [ 5 ]       |
| GdPd         | 38      | 38       | 8,7     | 7          | –               | –         | [ 6 ] [ 7 ] |
| Gd3Pd4       | 18      | –        | –       | –          | 1,3             | 9,85      | [ 8 ]       |
| Gd7Pd3       | 323     | 328      | 8,5     | 5          | 6,4             | 5         | [ 9 ]       |
| GdRh         | 19,93   | –        | –       | –          | –               | –         | [ 10 ]      |
| GdZn         | 270     | 270      | 10,6    | 10         | 11,2            | 10        | [ 11 ]      |
| Gd0,70Zn0,30 | 295     | 295      | 9       | 7,5        | 9,4             | 7,5       | [ 11 ]      |
| Gd3In        | 191     | 210      | 7,3     | 10         | 2,7             | 10        | [ 12 ]      |